# Blondie (musikgrupp)
För andra betydelser, se Blondie.
Blondie är en amerikansk rockgrupp bildad i New York 1974 av sångerskan Debbie Harry och gitarristen Chris Stein. Gruppen var en av de mest framgångsrika grupperna inom punk- och new wave-genrerna. Gruppen inriktade sig på många musikgenrer, men de förknippas ofta med punken och new wave-popen.

## Historik
Gruppens sättning förändrades ganska mycket under åren. Sångerskan Deborah Harry och gitarristen Chris Stein var de som startade bandet. Våren 1975 tillkom Clem Burke på trummor. Senare samma år blev också basisten Gary Valentine och Jimmy Destri på keyboard medlemmar. Valentine blev ersatt av Frank Infante efter gruppens första album. Samma år (1977) gick Infante över till gitarr och en ny basist, Nigel Harrison, blev medlem i bandet.
De skivdebuterade på det lilla skivbolaget Private Stock 1976. De fick dock snart kontrakt på det större skivbolaget Chrysalis Records, där debutalbumet köptes upp från det gamla bolaget och släpptes på nytt. Tidigt år 1978 fick gruppen sin första hitsingel i Storbritannien med en cover av en låt från 1963 av Randy & the Rainbows, "Denise", i deras version omdöpt till "Denis". Låten fanns med på gruppens andra album Plastic Letters, som blev deras första listplacerade album i Europa och USA.
Det tredje albumet Parallel Lines blev gruppens definitiva genombrott. De två första singlarna, "Hanging on the Telephone" och "Picture This", blev hitsinglar i Europa. Men det var med den disco-influerade "Heart of Glass" som gruppen gjorde riktig succé, både i USA och Europa, där den blev listetta i flera länder. Med nästa singel "Sunday Girl" återupprepade de bedriften med en singeletta i Storbritannien, medan de fick sin andra hit i USA med "One Way or Another". År 1979 släppte Blondie sitt fjärde album Eat to the Beat, bland annat med låtarna "Atomic" och "Dreaming". "Atomic" blev gruppens tredje listetta i Storbritannien. De fick också en stor hit med temat från filmen American Gigolo, "Call Me" som producerades av Giorgio Moroder.
Det femte albumet Autoamerican genererade en hitsingel i en gammal reggaekomposition, "The Tide is High", ursprungligen inspelad av The Paragons 1967. Även den rapinfluerade låten "Rapture" blev en singelframgång. Blondie återkom med albumet The Hunter 1982. Albumet fick dålig kritik och ansågs endast ha tillkommit av kontraktsskäl gentemot skivbolaget. Det sålde dåligt. Vid tidpunkten var de flesta medlemmarna redan upptagna med egna solo-projekt och det som gjorde att gruppen bröt upp 1983 var att Stein blivit svårt sjuk i en genetisk sjukdom.
Sexton år senare återkom de med albumet No Exit (med bland annat singelsuccén "Maria"). Gruppen gav fortfarande konserter tills Burke avled 2025(Cancer), med Harry och Stein som enda övriga originalmedlemmar.
Blondie invaldes i Rock and Roll Hall of Fame år 2006.

## Medlemmar
| - Debbie Harry – sång (1974–1982, 1997–nutid) - Chris Stein – gitarr, bas (1974–1982, 1997–nutid) - Leigh Foxx – bas (2004–nutid; sessions- och turnerande musiker: 1997–2004) - Matt Katz-Bohen – keyboard, bakgrundssång, gitarr (2008–nutid) - Tommy Kessler – gitarr (2010–nutid) - Glen Matlock– bas (livemusiker: 2022–nutid) - Andee Blacksugar – gitarr (livemusiker: 2022–nutid) | - Clem Burke – trummor, slagverk, bakgrundssång (1974–1982, 1997–2025) - Fred Smith – bas (1974–1975) - Billy O'Connor – trummor (1974–1975) - Ivan Kral – gitarr (1974) - Gary Valentine – bas, gitarr (1975–1977, 1997) - Jimmy Destri – klaviatur, bakgrundssång (1975–1982, 1997–2004) - Frank Infante – gitarr, bakgrundssång, bas (1977–1982) - Nigel Harrison – bas (1978–1982, 1997) - Paul Carbonara – gitarr, bakgrundssång (1997–2010) - Kevin Patrick (a.k.a. Kevin Topping) – keyboards, bakgrundssång (2003–2007) - Jimi K Bones – gitarr (2003) |

## Diskografi
Studioalbum
- 1976 – Blondie
- 1977 – Plastic Letters
- 1978 – Parallel Lines
- 1979 – Eat to the Beat
- 1980 – Autoamerican
- 1982 – The Hunter
- 1999 – No Exit
- 2003 – The Curse of Blondie
- 2011 – Panic of Girls
- 2014 – Ghosts of Download
- 2017 – Pollinator

Livealbum
- 1997 – Picture This Live
- 2000 – Livid
- 2004 – Live by Request

Samlingsalbum
- 1981 – The Best of Blondie
- 1988 – Once More into the Bleach (Deborah Harry and Blondie)
- 1991 – The Complete Picture: The Very Best of Deborah Harry and Blondie
- 1993 – Blonde and Beyond
- 1994 – The Platinum Collection
- 1995 – Beautiful - The Remix Album
- 1995 – Remixed Remade Remodeled – The Remix Project
- 1996 – Denis
- 1998 – Picture This - The Essential Blondie Collection
- 1998 – Atomic - The Very Best of Blondie
- 2002 – Greatest Hits
- 2005 – Greatest Hits: Sight + Sound
- 2006 – Greatest Hits: Sound & Vision